# Mwali

Mapa ostrova Mwali

Mwali (francouzský název Mohéli) je nejmenší ze tří ostrovů tvořících federativní republiku Komorský svaz. Má rozlohu 290 km² a žije zde přibližně 38 000 obyvatel. Jako ostatní ostrovy Komorského svazu patří do Komorského souostroví. Hlavním městem ostrova je Fomboni se zhruba 15 000 obyvateli.